# Силія Капсіс
Силія Капсіс (англ. Silia Kapsis, нар. 5 грудня 2006, Сідней, Австралія) — австралійська співачка й танцівниця кіпріотсько-грецького походження. Представниця Кіпру на Пісенному конкурсі Євробачення 2024.

## Біографія та кар'єра
Силія Капсіс народилася та виросла в Сіднеї, Австралія, у родині кіпрсько-грецького походження, де мама грекиня, а тато — кіпріот.
Співає з чотирьох років, а з одинадцяти стала вокалісткою Австралійської молодіжної музичної компанії (AYPAC) і неодноразово співала на численних гучних заходах у всьому світі, включно із сольним виконанням у голлівудської зірки Алекса Расселла на його 30-річчі в Лос-Анджелесі.. У 2022 році Силія випустила дебютну пісню «Who Am I?», яку написала та склала у віці 12 років. Наступні сингли — «No Boys Allowed» і «Disco Dancer» — вийшли в березні й травні 2023 року відповідно.
Силія працювала з всесвітньо відомими хореографами та була обрана до танцювальної компанії ImmaBeast у Лос-Анджелесі. Там вона танцювала зі Стівеном Твітчем Босом на шоу Дженніфер Гадсон, була учасницею різних виступів в Австралії та США, а також брала участь у документальному фільмі про танці, створеному Taboo у співпраці з Black-Eyed Peas. Протягом своєї танцювальної кар'єри Силія також була здобула нагороди та стипендії, включно з престижною стипендією від BuildaBeast 2019 Sydney Scholarship.
Під час навчання Силія здобула премію Боббі Макклаугана за творче мистецтво (нагорода до 130-річчя) у Клермонтському коледжі, стипендією мадам Крістіан для співу від коледжу Св. Вінсента, а нещодавно вона отримала стипендію коледжу виконавських мистецтв Village Nation як «універсальна виконавиця потрійної загрози».
Окрім кар'єри співачки й занять танцями, Силія також зіграла головну роль у дебютному короткометражному фільмі Pearly Gates та працювала над різними телевізійними проєктами для Nickelodeon, де була постійною ведучою на Nick News, де її команда була номінована на премію Nickelodeon Kids Choice Award у 2023 році. У 2021 році з'явилася в реаліті-шоу Welcome to Our Lockdown, де разом з Лейлою-Прінцесс Ґулдур і Накітою Кларк розповідала про своє життя.
25 вересня 2023 року Силія була оголошена представницею Кіпру на Пісенному конкурсі Євробачення 2024. Її конкурсна пісня «Liar» написана грецьким композитором Дімітрісом Контопулосом, який уже є автором декількох пісень Євробачення, зокрема, «Last Dance» Стефанії та «Shady lady» Ані Лорак. Силія назвала свою пісню «свіжою». Конкурсантка зайняла 15 місце у фіналі конкурсу.